# Gitaarbouwer

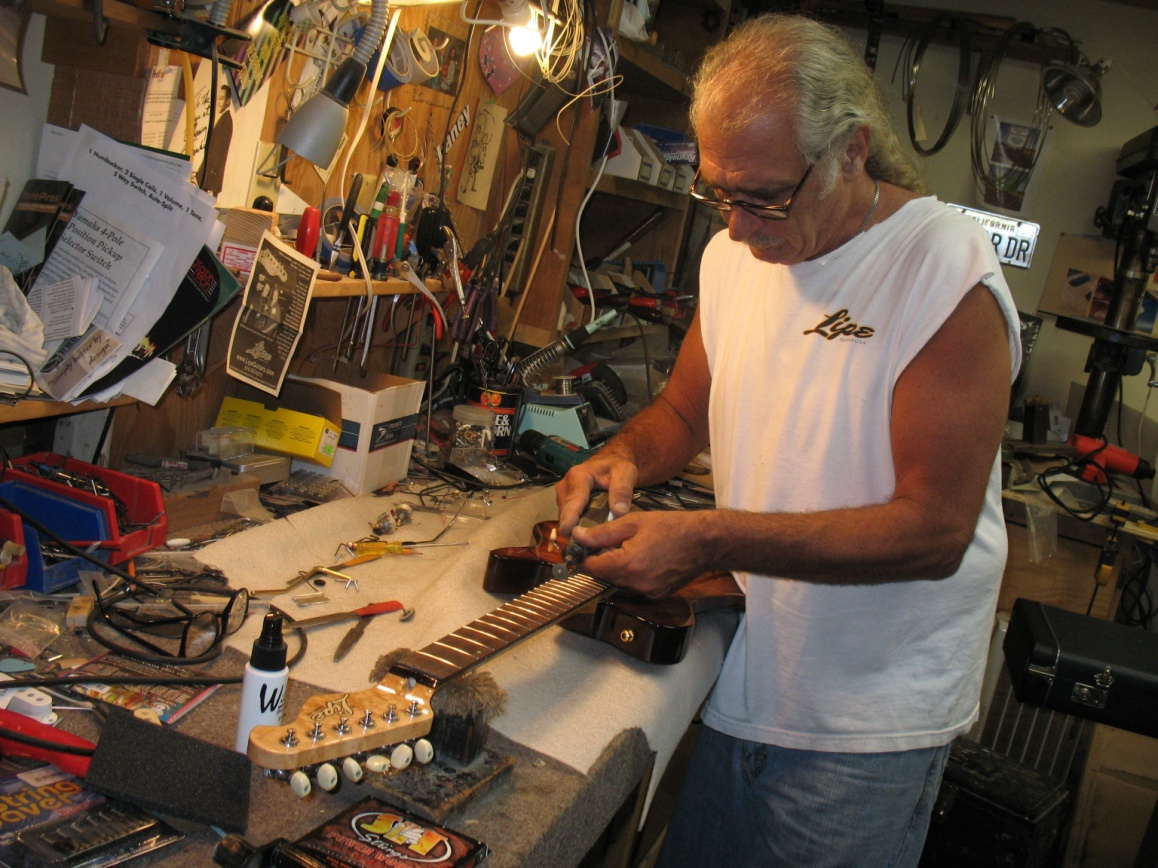
Gitaarbouwer Mike Lipe aan het werk

Een gitaarbouwer is iemand die gitaren vervaardigt. Vaak wordt ook de term luthier gebruikt hoewel die term ook de bouw van andere snaarinstrumenten dekt. Dit  beroep wordt in België en in Nederland door een klein aantal vaklieden uitgeoefend.

## Antonio de Torres
Antonio de Torres Jurado (1817-1892) was een Spaanse gitaarbouwer. Hij staat bekend als de vader van de moderne klassieke gitaar en wordt door gitaristen ook wel Torres genoemd. Een instrument van De Torres wordt beschouwd als de "Stradivarius" onder de gitaren. Enkele Torresgitaren zijn op beurzen van eigenaar gewisseld voor tienduizenden euro's.

## Elektrische gitaren
Bekende gitaarbouwers van elektrische gitaren zijn onder andere Fender, Les Paul, Gibson, Ibanez, Gretsch, Jackson en Rickenbacker. Veel merken besteden de bouw tegenwoordig uit. Zo worden de duurdere Gretsch-gitaren door Fender gebouwd. Het Zuid-Koreaanse merk Samick is een van de grootste gitaarfabrikanten van de wereld. Het grootste deel van de door Samick gebouwde gitaren wordt in opdracht van andere merken gebouwd zoals Epiphone, Squier, Yamaha, Ibanez, Peavey, Washburn en Gretsch. Datzelfde geldt voor de eveneens Zuid-Koreaanse fabrikanten Peerless en Cor-tek en het Japanse Fujigen.
Yamaha wist als eerste Japanse producent een plaats op de markt te veroveren. Ze deden dat eerst door imitaties van akoestische Martin-gitaren te bouwen. Toen, einde jaren 60, de belangstelling voor de akoestische gitaar verminderde, richtten ze zich op de elektrische variant en gingen de gitaren van onder meer Gibson (bijvoorbeeld Les Paul) en Fender kopiëren. Alhoewel minder van kwaliteit waren ze plotseling betaalbaar voor een grote groep gitaristen en droegen de Japanners zo bij tot de popularisering van de muziek.

## Lijst van fabrikanten
- Aristides Instruments
- Alembic
- Ark
- BC Rich*
- Blade Guitars
- Burns
- Chapman Guitars*
- Charvel**
- Cort
- Danelectro
- Dean Guitars
- Duesenberg
- Eastwood
- Earnie Ball / Music Mann
- ESP
- Epiphone*
- Fender
- Framus
- Fujigen (FGN)
- Jackson**
- G&L*
- Gibson
- Godin
- Gretch**
- Guild**
- Hagström
- Hamer*
- Heritage
- Hofner
- Ibanez
- Italia
- Kasuga
- Kramer
- Line6
- Martin
- Matsumoku
- OLP*
- Ovation
- Paul Reed Smith
- Philipp Neumann
- Peavey
- Rickenbacker
- Samick
- Schecter
- Squier*
- Steinberger
- Taylor
- Teisco
- Tokai*
- Vigier
- Vintage Guitars*
- Washburn*
- Yamaha
- Zelinsky

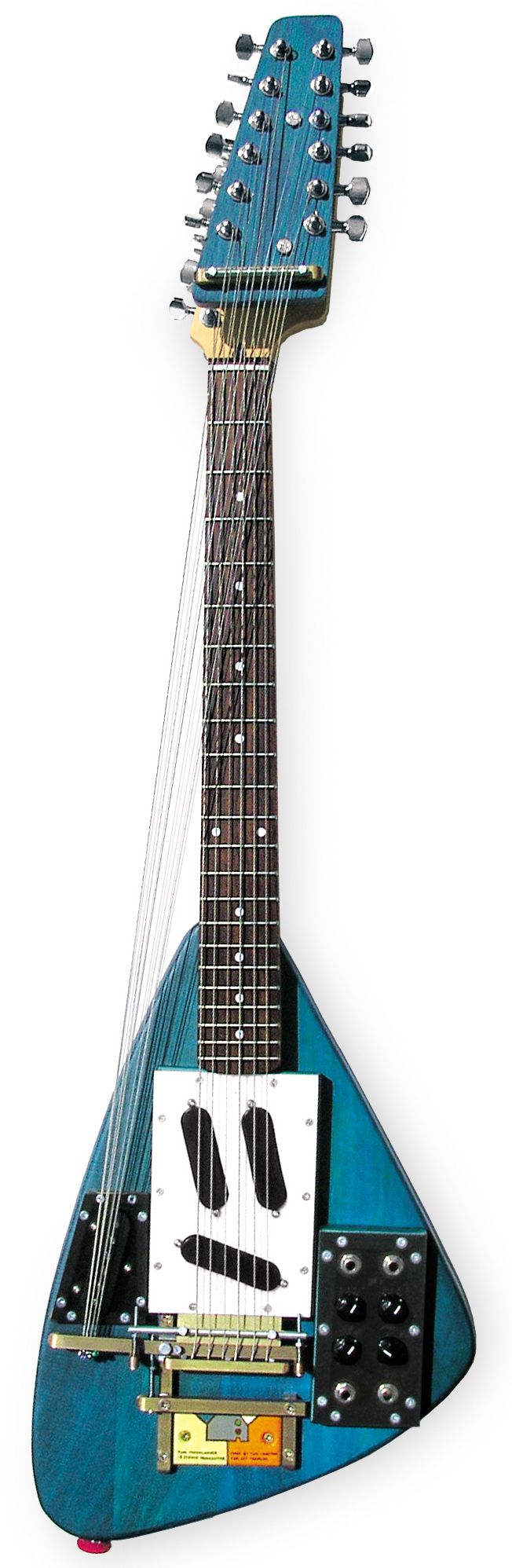
Experimenteel gitaarbouwer Yuri Landman ontwierp de Moonlander voor Lee Ranaldo van Sonic Youth, 2007

(* bouw wordt tegenwoordig extern uitbesteed ** bouw wordt in fabriek van moederbedrijf gedaan)

## Experimentele bouwers
- Glenn Branca (gitarist)
- Yuri Landman
- Neptune (band)
- Bradford Reed
- Roger Lesley